# ジョン・マッデン (映画監督)
ジョン・フィリップ・マッデン（John Philip Madden、1949年4月8日 - ）は、イギリスの映画監督、演出家。ポーツマス出身。

## 人物
映画監督を務める以前には『主任警部モース』や『シャーロック・ホームズの冒険』、『第一容疑者』などのテレビドラマの演出を手がけた。
舞台の演出家でもあり、ウエスト・エンドやブロードウェイでも活躍している。

## 主な監督作品
- 哀愁のメモワール Ethan Frome（1993）
- Queen Victoria 至上の恋 Mrs.Brown（1997）
- 恋におちたシェイクスピア Shakespeare in Love（1998）
- コレリ大尉のマンドリン Captain Corelli's Mandolin（2001）
- プルーフ・オブ・マイ・ライフ Proof（2005）
- キルショット Killshot（2009）
- ペイド・バック The Debt（2010）
- マリーゴールド・ホテルで会いましょう The Best Exotic Marigold Hotel（2012）
- マリーゴールド・ホテル 幸せへの第二章 The Second Best Exotic Marigold Hotel（2015）
- 女神の見えざる手 Miss Sloane（2016）
- オペレーション・ミンスミート -ナチを欺いた死体- Operation Mincemeat（2022）